# Kamira (vattendrag i Burundi, Muramvya)
Kamira är ett vattendrag i Burundi.   Det ligger i provinsen Muramvya, i den centrala delen av landet, 30 kilometer öster om huvudstaden Bujumbura.
Omgivningarna runt Kamira är en mosaik av jordbruksmark och naturlig växtlighet. Runt Kamira är det tätbefolkat, med 266 invånare per kvadratkilometer.